# B.L.E.A.G. 3c und 4c
Die Dampflokomotiven B.L.E.A.G. 3c und 4c der B.L.E.A.G. waren normalspurige Maschinen für den Nebenbahnbetrieb. Die beiden Lokomotiven entsprachen der Gattung Preußische T 1 und wurden von Vulcan Stettin 1895 mit den Fabriknummern 1499 und 1501 ausgeliefert und auf verschiedenen Strecken innerhalb des Gesellschaftsverbundes eingesetzt.
Beide Maschinen gelangten 1932 zu der Deutschen Eisenbahn-Betriebsgesellschaft (DEBG) und wurden von dieser als 9 und 10 bezeichnet. Sie wurden über den Zweiten Weltkrieg hinaus auf verschiedenen Strecken der DEBG eingesetzt. Die Lokomotive 9 wurde 1952, die 10 1960 ausgemustert und verschrottet.

## Geschichte
Die beiden Lokomotiven, über deren Herkunft in der Literatur einige Unklarheiten zu finden sind, stammen nach DEBG-Angaben aus den Anfangsbeständen der Nebenbahn Bruchsal–Hilsbach–Menzingen, wo sie um 1900 dem stärker werdenden Verkehr nicht mehr gewachsen waren. Um 1902 waren sie auf der Ettlinger Seitenbahn sowie auf dem normalspurigen Abschnitt der Albtalbahn eingesetzt, wobei sie noch Züge mit Heberleinbremse beförderten. Innerhalb des Gesellschaftsverbundes der B.L.E.A.G. und DEBG an andere Strecken weitergegeben, auf denen Lokomotiven mit geringeren Zugkräften eingesetzt werden konnten.
Die Lokomotive 9 kam zuletzt zur Kleinbahn Voldagsen-Duingen-Delligsen. Dort fuhr sie leichte Personenzüge. Die Lok wurde 1952 ausgemustert. Lok 10 gelangte nach mehreren Umstationierungen zur Bahnstrecke Biberach–Oberharmersbach. Dort war sie bis 1957 im Einsatz und wurde 1960 verschrottet.

## Technik
Die Lokomotiven der T1-Bauart hatten gerade Führerhausrückwände und bis zu der Rauchkammer reichende Wasserkästen, Innenrahmen, lange Schornsteine, Steuerung mit Flachschieber und Steuerungsbauart nach der Bauart Allan, die mit einem Handhebel verstellt werden konnte.
Der Kessel bestand aus zwei Schüssen. Auf dem ersten Schuss saß der 800 mm hohe Dampfdom, auf dem zweiten Schuss war der Sandkasten angeordnet, wo über zwei Sandfallrohre die Treibachse von vorn und hinten gesandet werden konnte. Zwischen beiden Maschinen bestanden mit der Dampfmaschine und dem Wasser- sowie Kohlenkasteninhalt einige kleine Unterschiede.
Die Bremsausrüstung von der Lok bestand zuerst aus der Heberleinbremse und der Handbremse, spätestens mit der Übernahme der Lok durch die DEBG erfolgte die Ausrüstung mit Druckluftbremse.